# 5008 Miyazawakenji
Az 5008 Miyazawakenji (ideiglenes jelöléssel 1991 DV) a Naprendszer kisbolygóövében található aszteroida. A. Sugie fedezte fel 1991. február 20-án.